# Kutya jó kalandok
A Kutya jó kalandok (eredeti cím: Puppy Patrol) holland televíziós filmsorozat, amelyet Annemarie Mooren rendezett. A forgatókönyvet Jenny Dale írta, a producere Tessy de Werd. Hollandiában 2008. október 26-ától a Nickelodeon kezdte el vetíteni, Magyarországon pedig 2014. július 19-étől az M2 kezdte el sugározni.

## Szereplők
| Szereplő          | Színész                | Magyar hang | Leírás |
| ----------------- | ---------------------- | ----------- | ------ |
| Mark Bouwman      | Tom Hortensius         | ?           |        |
| Tessa Bouwman     | Maud van Haasteren     | ?           |        |
| Sarah Bouwman     | Hanna Mooren           | ?           |        |
| Angelique Bouwman | Elle van Rijn          | ?           |        |
| Bart Bouwman      | Christiaan van der Wal | ?           |        |
| Michael           | Joris Putman           | ?           |        |

## Epizódok
1. Bella elveszett kölykei (Bella, waar zijn je puppy's?)
2. Lucy, a gyanúsított (Lucy opgepakt)
3. Jess gazdája (Jess zoekt haar baas)
4. A két elveszett terrier (Twee terriërs verdwenen!)
5. Boris, a nyomozókutya (Boris de speurhond)
6. A kutyaviadal (Hond vermist)
7. Ben megszökik (Ben breekt los)
8. Bikkel új barátja (Bikkels geluk)
9. Rico eltűnt barátai (Rico waar zijn je vrienden)
10. Anyai szeretet (Puppy Love)
11. Bling kiszabadítása (?)
12. Lucky titka (?)
13. Sara és Max eltűnik (De Verdwijning)